# Memory (Kurzgeschichte)
Memory ist eine nicht in deutscher Sprache erschienene Kurzgeschichte von Stephen King, die im Juli 2006 in der US-Zeitschrift Tin House veröffentlicht wurde.

## Inhalt
Edgar Freemantle erzählt von seinem grausamen Unfall, bei dem er einen Arm verlor. Als er wieder zu sich kommt, ist er aggressiv, hat Erinnerungslücken und hat eine Sprachstörung: Er kann alltägliche Wörter nicht richtig gebrauchen. Noch im Krankenhaus verletzt er seine Frau mit einem Plastikmesser – schließlich verlässt sie ihn, weil er sie gewürgt haben soll, wovon Edgar nichts mehr weiß. Erst später, als er zu einem weiteren Unfall dazukommt, bei dem ein Hund so schwer verletzt wird, dass er vor Edgars Augen sterben muss, kommen die Erinnerungen in einer Flut zurück: der Unfall mit dem Krankenwagen, die Attacke auf seine Frau ...

## Ursprünge / Wissenswertes
Im Februar 2006 las King selbst während der Six Days of Opening Nights in Florida seine Geschichte erstmals vor und machte klar, dass sie einerseits von seinem eigenen schweren Unfall inspiriert ist und andererseits ein 'Probelauf' für seinen neuen Roman Duma Key ist, der 2008 erscheinen soll.
In Interviews zu Duma Key beschreibt King tatsächlich eine nahezu identische Handlung: Der in Minnesota lebende Bauarbeiter Edgar Freemantle erleidet einen schweren Unfall, bei dem er einen Arm verliert. Als er unerwartet wieder aus dem Koma erwacht, leidet er unter Gedächtnisverlust und unkontrollierbaren Wutanfällen, sodass seine Frau sich schließlich von ihm scheiden lässt. Kurz vor dem Selbstmord konsultiert Edgar einen Psychiater, der ihm rät, sein altes Hobby des Zeichnens wieder aufzunehmen. Edgar entdeckt sein Talent wieder, doch er kann mehr als zeichnen. Er findet heraus, dass er Dinge in die reale Welt hineinzeichnen und aus ihr herausradieren kann. Duma Key ist der Name einer geheimnisvollen Insel, die für Edgars übersinnliche Gabe verantwortlich zu sein scheint.
Die Kurzgeschichte ist in der Originalfassung von Richard Bachmans Roman Qual (engl. Blaze) als Anhang mit abgedruckt.